# Broadsword (Schiff, 1979)
Die HMS Broadsword (F88) ist eine ehemalige britische Fregatte des Typs 22. Sie befand sich von 1979 bis 1994 im Dienst der Royal Navy und wurde anschließend an die brasilianische Marine verkauft,  die sie in F-46 Greenhalgh umbenannte.

## Die Broadsword
Die Broadsword wurde 1979 in Dienst gestellt und war das Typschiff und der Namensgeber der Broadsword-Klasse. Auf den Fregatten der Broadsword-Klasse wurde erstmals serienmäßig das Flugabwehrsystem GWS 25 Sea Wolf installiert.
1982 nahm sie am Falklandkrieg teil. In der Nacht vom 14./15. Mai unterstützte sie gemeinsam mit der Glamorgan den Angriff auf Pebble Island. Am 25. Mai begleitete sie den Zerstörer Coventry, als dieser versenkt wurde. Durch einen Funktionsfehler in ihrem Sea-Wolf-System konnte sie die anfliegenden argentinischen Douglas A-4 nicht abschießen, was zum Verlust der Coventry führte. Die Broadsword wurde am selben Tag von einer Bombe getroffen, wodurch der Hangar ausbrannte und ihr Bordhubschrauber zerstört wurde. Der Besatzung des Schiffes gelang es, 170 Besatzungsmitglieder der Coventry zu retten.
1995 wurde sie außer Dienst gestellt und am 30. Juni an die brasilianische Marine verkauft. Dort trägt sie den Namen F-46 Greenhalgh.

## Nuklearwaffen im Falklandkrieg
Im Juni 2005 bestätigte die britische Regierung offiziell, dass die Fregatten Broadsword und Brilliant zu Beginn des Krieges taktische Atomwaffen vom Typ MC (600) an Bord hatten, die zum Einsatz vor allem gegen mit nuklearen Interkontinentalraketen bestückte sowjetische U-Schiffe im Atlantik entwickelt wurden. Dabei handelt es sich nicht um „Atombomben“ im allgemeinen Sinn, wie von der Presse manchmal dargestellt, sondern um eine Art von „Wasserbomben“, oder besser gesagt, selbstzielsuchende Anti-U-Boot-Torpedos mit großer Reichweite und großem Wirkradius, die speziell gegen die tieftauchenden großen sowjetischen Unterwasserschiffe gerichtet waren.